# Friedrich Delekat

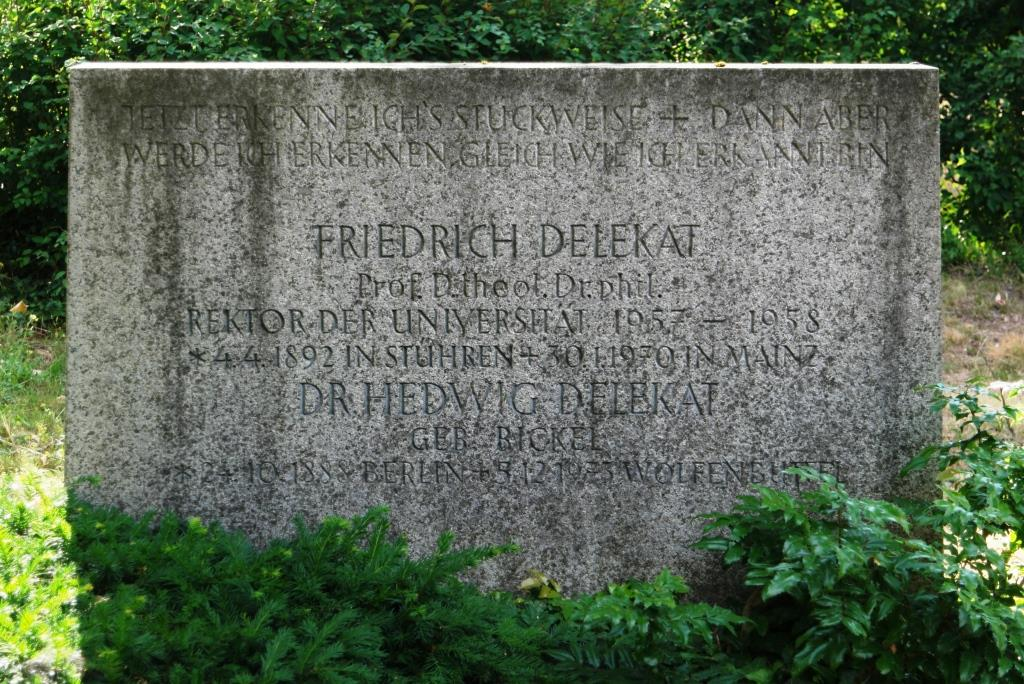
Grab von Friedrich Delekat auf dem Hauptfriedhof Mainz

Friedrich Delekat (* 4. April 1892 in Stühren; † 30. Januar 1970 in Mainz) war ein deutscher evangelischer Theologe und Religionspädagoge.

## Leben und Wirken
Der Lehrersohn legte 1911 das Abitur in Bremen ab und studierte evangelische Theologie und Philosophie in Tübingen, Berlin und Göttingen u. a. bei Georg Simmel und Rudolf Otto. Er meldete sich im November 1914 freiwillig zum Soldaten im Ersten Weltkrieg und wurde mehrfach schwer verwundet. In der Genesungszeit legte er das Theologische Examen in Breslau ab und wurde 1919 ordiniert. Seine Pfarrstelle erhielt er in Priebus, wo er das soziale Elend der Grenzregion kennenlernte. 1920 heiratete er Hedwig Bickel. 1923 promovierte er an der Universität Marburg bei Otto zum Dr. theol. über Pierre Poiret und christliche Mystik. In Berlin übernahm er 1923 das von Bischof Otto Dibelius neu gegründete Religionspädagogische Institut als wissenschaftlicher Leiter und erhielt 1925 eine Berliner Pfarrstelle. Zusätzlich promovierte er 1925 in Berlin über Pestalozzi zum Dr. phil. 1929 erhielt er nach einer umstrittenen Habilitation bei Eduard Spranger die Lehrbefugnis für Philosophie und Pädagogik. 1929 wurde er als Nachfolger von Paul Tillich Professor für Religionswissenschaft an der Technischen Hochschule Dresden, um vor allem in der Ausbildung sächsischer Volksschullehrer zu wirken. Er wandte sich gegen eine Ausweitung staatlicher Zugriffe auf das Leben der Gläubigen und gegen die politische Theologie Hans Gerbers und Carl Schmitts.
Bereits 1933 stieß Delekat als Mitglied der Bekennenden Kirche auf Einschränkungen durch die neuen Machthaber, unterzeichnete trotzdem im November 1933 das Bekenntnis der Professoren an den deutschen Universitäten und Hochschulen zu Adolf Hitler. Mit Karl Koch und Hugo Hahn trat er im Januar 1935 in Dresden öffentlich für die Bekennende Kirche vor über 5.000 Zuhörern auf. Nach seiner Zwangspensionierung 1936 erhielt er ein öffentliches Redeverbot. 1943 wurde er von Theophil Wurm als stellvertretender Stadtpfarrer nach Stuttgart geholt. 1946 wurde er wieder als Professor für Theologie an die neu gegründete Universität Mainz berufen. 1957/58 war er dort Rektor. In den 1950er Jahren mischte sich Delekat in viele politische Debatten ein, so zur deutschen Wiederbewaffnung.

## Schriften (Auswahl)
- Johann Heinrich Pestalozzi. Der Mensch, der Philosoph und der Erzieher, Berlin 1926 (3. Aufl. Quelle & Meyer, Heidelberg 1968)
- Von Sinn und Grenzen bewusster Erziehung: ein Versuch zur Bestimmung d. Verhältnisses von Christentum u. Erziehung, Leipzig 1927 (2. Aufl. Wissenschaftliche Buchgemeinschaft, Darmstadt 1967)
- Die Kirche Jesu Christi und der Staat. Furche, Berlin 1933.
- Was sollen christliche Eltern im Kampf um die Erziehung ihrer Kinder tun?, Schwelm 1936
- Der christliche Glaube. 2. Aufl. Berlin 1939
- Die heiligen Sakramente und die Ordnungen der Kirche. Ein Beitrag zur Lehre von der Sichtbarkeit der Kirche. Furche-Verlag, Berlin 1940
- Der gegenwärtige Christus. Versuch einer Theologie der Geschichte. Kreuz-Verlag, Stuttgart 1949
- Theologie und Kirchenpolitik. Eine Auseinandersetzung über Abendmahl und Abendmahlsgemeinschaft in der Evangelischen Kirche in Deutschland. Kaiser, München 1955
- Theologie und Pädagogik. Kaiser, München 1956
- Der Christ und das Geld. Eine theologisch-ökonomische Studie. Kaiser, München 1957
- Immanuel Kant. Historisch-kritische Interpretation der Hauptschriften. 3. Aufl. Quelle & Meyer, Heidelberg 1969
- Lebenserinnerungen, Bonn 1971